# Bep Glasius (schip, 1966)
De Bep Glasius is een veerboot die de passagiersdienst tussen Enkhuizen en Stavoren onderhoudt. In de beginjaren was er een tweede schip dat deze verbinding onderhield: de Dr. ir. F.Q. den Hollander. Voor passagiers zijn er twee dekken. Bep Glasius was de echtgenote van F.Q. den Hollander.

## Geschiedenis
- 1965 - Kiellegging bij Peters Scheepswerf te Dedemsvaart
- 1966 - Als Bep Glasius in dienst bij rederij Koppe te Zaandam
- 1972 - Als Bep Glasius over naar Naco Rederij BV te Amsterdam
- 2002 - Als Bep Glasius over naar V & O Rederij BV te Enkhuizen

In de winter van 2007 is het achterschip 180 cm verlengd om de weerstand in het water te verminderen, hetgeen een lager brandstofverbruik tot gevolg heeft. In 2009 heeft de Bep Glasius nieuwe motoren gekregen. De Scania-motoren zijn toen vervangen door twee Volvo-motoren van 230 pk per stuk. Dit zijn zogenaamde CCR-II-motoren met een lage kooldioxideuitstoot. Ook zijn de dieselmotoren voor de generatoren vervangen door CCR-II-motoren. De Bep Glasius is inmiddels uitgerust met een vuilwatertank, zodat het niet meer nodig is afvalwater op het oppervlaktewater te lozen.